# ミイデラゴミムシ
ミイデラゴミムシ（三井寺歩行虫、Pheropsophus jessoensis Morawitz, 1862）は、コウチュウ目（鞘翅目）・オサムシ上科・ホソクビゴミムシ科の昆虫である。派手な体色をしたゴミムシ類の昆虫で、俗に言うヘッピリムシの代表的なものである。

## 特徴
成虫の体は黄色で褐色の斑紋があり、鞘翅に縦の筋が9条ある。ほとんどのゴミムシ類が黒を基調とする単色系の体色である中で、数少ない派手な色を持ち、また、比較的大柄（1.6cmほど）であるため、かなり目立つ存在である。捕まえようとすると腹部後端より派手な音を立てて刺激臭のあるガスを噴出する。日本列島内の分布は北海道から奄美大島まで。大陸では中国と朝鮮半島に分布する。

### 生態
湿潤な平地を好む。成虫は夜行性で、昼間は湿った石の下などで休息する。夜間に徘徊して他の小昆虫など様々な動物質を摂食する。死肉も食べ、水田周辺で腐肉トラップを仕掛けると採集されるが、腐敗の激しいものは好まず、誘引されない。
これに対して、幼虫の食性は極めて偏っている。1齢幼虫は体長2.3-2.8mmと小型で歩行能力に富み、ケラ（Gryllotalpa africana PALISOT DE BEAUVOIS）の卵しか食べない。その巣穴の中に形成された土製の卵室の壁を破って進入し、そこで卵塊を摂食しながら成長する。卵塊をばらして1齢幼虫に与えても摂取せず、土中にある壊れていない卵室への侵入が成長には必須となる。絶食にも強く、何も食べずに23日程度は生存する。多くのオサムシ上科の昆虫と同様3齢が終齢幼虫であるが、2齢幼虫と3齢幼虫はこの寄生的な生活に適応し、足が短く退化したウジ状の姿であり、3齢幼虫で体長15.5mmほどになる。産卵期は6月中旬から7月下旬にかけてで、他のゴミムシ類に比べるとかなり小さな卵をしばしば卵塊の形で産む。
こうした他の昆虫の卵塊や蛹を捕食寄生的に摂取して幼虫が成長するのはホソクビゴミムシ科全体の特徴と見られ、北米ではミズスマシのような水生甲虫、ヨーロッパではマルガタゴミムシ類のような他のゴミムシ類の蛹に捕食寄生して育つものが知られるが、日本産のホソクビゴミムシ科昆虫で宿主が判明しているのはミイデラゴミムシのみである。最普通種のオオホソクビゴミムシですら、実験室内の産卵にも成功していない。

## ガスの噴出
他のホソクビゴミムシ科のゴミムシ類と同様、外敵からの攻撃を受けると、過酸化水素とヒドロキノンの反応によって生成した、主として水蒸気とベンゾキノンから成る100℃以上の気体を爆発的に噴射する。この高温の気体は尾端の方向を変えることで様々な方向に噴射でき、攻撃を受けた方向に自在に吹きかけることができる。このガスは高温で外敵の、例えばカエルの口の内部に火傷を負わせるのみならず、キノン類はタンパク質と化学反応を起こし、これと結合する性質があるため、外敵の粘膜や皮膚の組織を化学的にも侵す。
ミイデラゴミムシが腹部から噴射する分泌物に触れると痛みや炎症を伴い皮膚炎を引き起こすことがある。人体に深刻な影響はないが目に入ると危険で、皮膚の角質のタンパク質とベンゾキノンが反応して褐色の染みができると落としにくく、悪臭が染み付く。ミイデラゴミムシはこの様に、敵に対して悪臭のあるガスなどを吹きつけることと、ガスの噴出のときに鳴る「ぷっ」という音とから、ヘッピリムシ（屁放り虫）と呼ばれる。他のゴミムシ類、オサムシ類も多くのものが悪臭物質を尾端から出して外敵を撃退しているのでヘッピリムシ的なものは多く存在するが、ミイデラゴミムシのようなホソクビゴミムシ科のそれは、音を発し、激しく吹き出すことで特に目を引く。

## 反進化論
主に創造論者らによる反進化論の証拠として、この仲間の昆虫のもつガス噴出能力が取り上げられることがある。その論は、「このような高温のガスを噴出できる能力は、非常に特殊な噴出機構がなければ不可能であるし、そのような噴出機構は、このようなガスの製造能力がなければ無意味である。つまり、少なくとも二通りの進化が同時に起こらなければならず、このようなことは突然変異のような偶然に頼る既成の進化論では説明が不可能だ」というものである。
それに対し、以下のような反論がある。
特殊な噴出機構がなくても単に「少し熱い」ガスでも十分に役に立つし、実際に北米大陸には非常に原始的な噴射装置と混合装置をもつ"ヘッピリムシ"（w:bombardier beetle）の一種 Metrius contractus （ホソクビゴミムシ科 - 多くの北米の研究者らはオサムシ科に含める）が知られている。このような種の存在からも漸進的な噴射装置と混合装置の進化は可能であることが推定できる。
また、多くの北米の研究者らがオサムシ科に含めるヒゲブトオサムシ科にも同様に噴射装置を持つものがあるが、ホソクビゴミムシ類とヒゲブトオサムシ類の噴射能力はそれぞれの系統で別個に進化・獲得されたものだと考える研究者もおり、後者によれば、噴射能力の獲得は生物進化においてそれほどまれではない現象と考えられる。